# Lager Heliodrom
Koordinaten: 43° 20′ 46″ N, 17° 48′ 52″ O
Das Lager Heliodrom (serbokroatisch Logor Heliodrom Логор Хелиодром) war ein während des Bosnienkrieges betriebenes Internierungslager in Mostar-Rodoč. Es diente dem Kroatischen Verteidigungsrat (HVO) von September 1992 bis April 1994 dazu, vor allem Bosniaken und Serben zu internieren.

## Geschichte
Das Lager bestand aus einer Sporthalle und einem dreistöckigen, zentralen Gefängnisgebäude und befand sich auf einer ehemaligen Militärbasis der Jugoslawischen Volksarmee, mit Kasernen, einer Landebahn oder Hubschrauberlandeplätze (daher der Name „Heliodrom“), einer Reihe von großen Hangars und weiteren Einrichtungen. Es war stark überfüllt, die medizinischen und sanitären Einrichtungen sowie die Belüftung waren unzureichend und die Hitze im Sommer erstickend. Die Häftlinge erhielten unzureichend Wasser und Nahrung und schliefen oft auf Betonböden ohne Bettzeug oder Decken.
Die Zahl der Gefangenen betrug im Mai 1993 und bis Juni etwa 1.800 Menschen. Die Zahl war zwischen Juli und Dezember 1993 am höchsten, als die HVO etwa 6.000 Bosniaken im Gefängnis festhielten. Danach wurde die durchschnittliche Zahl der Gefangenen deutlich reduziert.
Die Kriterien der HVO für die Freilassung von Gefangenen waren die Heirat mit einem Kroaten oder der Besitz eines Visums und eines Garantieschreibens, dass er Bosnien und Herzegowina verlassen würde. Bosniakische Männer wurden weiterhin im Lager Heliodrom festgehalten, ohne dass die Behörden Anstrengungen unternahmen, militärische Gefangene von zivilen Häftlingen zu unterscheiden und für die Freilassung von zivilen Häftlingen zu sorgen.
Nachdem die CNN über die Lager in Bosnien und Herzegowina berichtet hatte, wurden am 24. September 1993 die Lager Dretelj und Gabela geschlossen. Bis Ende des Jahres wurden alle kroatischen Lager außer dem Lager Heliodrom geschlossen, in dem die Häftlinge bis zur Unterzeichnung des Washingtoner Abkommen zur Gründung der Bosnisch-Kroatischen Föderation in Bosnien und Herzegowina im Frühjahr 1994 blieben.

## Kriegsverbrechen
Die Soldaten misshandelten die Gefangenen regelmäßig, einige Häftlinge wurden zur Zwangsarbeit nach Mostar gebracht, zum Beispiel zum Anlegen von Gräben oder zum Bau von Militärfestungen, aber auch zum Einsammeln der Leichen toter HVO-Soldaten. Sie duldeten die Misshandlung von den bosnischen Kroaten sowohl in Heliodrom selbst als auch überall dort, wo Häftlinge für Zwangsarbeit oder andere Zwecke unter kroatischer Macht standen.
Es gab regelmäßige grausame Behandlung und Zufügung von großem Leid, die Wachen schlugen routinemäßig Häftlinge, oft bis zur Bewusstlosigkeit und zu schweren Verletzungen. Bosnische Häftlinge lebten in ständiger Angst vor körperlicher und psychischer Misshandlung, sie wurden oft auf verschiedene Weise gedemütigt, sie wurden z. B. gezwungen nationalistische kroatische Lieder zu singen. Am 5. Juli 1993 feuerten Soldaten wahllos auf das Gebäude, in dem die Häftlinge festgehalten wurden. Es ist nicht bekannt, ob es Verletzte oder Tote gab. In einigen Fällen verwehrten die Wachen den Häftlingen Nahrung und Wasser, als Vergeltung für militärische Rückschläge.
Im Fall Jadranko Prlić stellte der Internationale Strafgerichtshof für das ehemalige Jugoslawien (ICTY) fest, dass mehrere dutzend Häftlinge bei Zwangsarbeit aufgrund militärischer Konfrontation während der Arbeit getötet oder verwundet wurden.
Es wurde auch ermittelt, dass mindestens drei bosnische Häftlinge verletzt und vier getötet wurden, während sie als menschliche Schutzschilde im Kampf eingesetzt wurden.
In der Anklageschrift wird vorgeworfen, dass mindestens vierundfünfzig Bosniak-Häftlinge getötet und mindestens 178 durch Zwangsarbeit oder als menschliche Schutzschilde verwundet wurden.
Jadranko Prlić, Bruno Stojić, Slobodan Praljak, Milivoj Petković, Valentin Ćorić, und Berislav Pušić wurden am ICTY angeklagt, von November 1991 bis April 1994 Teil eines gemeinsamen kriminellen Unternehmens zu sein, um Nichtkroaten aus Bosnien und Herzegowina ethnisch zu säubern, sowie dass sie als Mitglieder der HVO ein Netzwerk von Gefangenenlagern eingerichtet und betrieben haben, darunter das Heliodrom-Lager und das Dretelj-Lager, um tausende von Bosniaken zu verhaften, festzunehmen und zu internieren. Die Bosniaken in den Lagern wurden unterernährt und physischen und psychischen Misshandlungen ausgesetzt, einschließlich Schlägen und sexuellen Übergriffen.
Alle sechs Angeklagten wurden vom ICTY schuldig gesprochen und zu mehrjährigen Freiheitsstrafen verurteilt, die ICTY-Berufungskammer bestätigte am 29. November 2017 die Verurteilungen.
Die Anklagepunkte waren:
- neun Fälle von schwerwiegender Verstöße gegen die Genfer Konventionen (vorsätzliches Töten; unmenschliche Behandlung (sexuelle Übergriffe); rechtswidrige Deportation von Zivilisten; rechtswidrige Überstellung von Zivilisten; rechtswidrige Inhaftierung von Zivilisten; unmenschliche Behandlung (Haftbedingungen); allgemeine unmenschliche Behandlung; mutwillige Zerstörung von Eigentum das nicht durch militärische Notwendigkeit gerechtfertigt war; mutwilliges Aneignen von Eigentum, welches nicht durch militärische Notwendigkeit gerechtfertigt war.)
- neun Fälle von Verstößen gegen die Gesetze oder Gepflogenheiten des Krieges (grausame Behandlung (Haftbedingungen), rechtswidrige Arbeit, mutwillige Zerstörung von Städten oder Dörfern die nicht durch militärische Notwendigkeit gerechtfertigt war, Zerstörung oder vorsätzlicher Schaden an Institutionen der Religion oder der Bildung, Plünderung von öffentlichem oder privatem Eigentum, rechtswidriger Angriff auf Zivilisten, rechtswidrige Verursachung von Terror gegen Zivilisten, grausame Behandlung)
- acht Fälle von Verbrechen gegen die Menschlichkeit (Verfolgung aus politischen, rassischen und religiösen Gründen; Mord; Vergewaltigung; Deportation; unmenschliche Handlungen (Zwangsumsiedlung); Inhaftierung; unmenschliche Handlungen (Haftbedingungen)).